# 진 (군사)
진(鎭)은 옛날에 있었던 특수목적 행정구역이다. 현재는 단순히 중화민국과 중화인민공화국의 하부행정구획으로 존재한다.

## 개요
당초에 군사적인 요지에 설치되었던 군사적인 행정구역이다. 중국에서는 남북조시대에 북위에 의해 북방의 변경지역에 설치되었다. 북위의 말기에는 진이 한국의 향,소,부곡과 같은 수준으로 전락해 이에 대한 진민(鎭民)의 불만으로 524년 육진의 난이 발발해 이것이 대규모의 내란으로 발전하여 북위의 멸망원인이 되기도 했다.  당나라 말기에서 5대10국시대에는 전국적인 혼란상태에 따라 각지에 진이 설치되었고 진 내에 마을이나 도시가 들어섬에 따라 진은 점차 군사기관에서 지방행정기구로 성격이 변하기 시작해 현에 소속하에 편제되에 지금에 이른다.

## 한국
처음에 진을 설치한 것은 신라였다. 단 이전에도 비슷한 기구는 설치되었는데 신라에서는 첨해왕대에 사벌주를 시작으로 각지에 설치되었던 상급행정단위였던 주(州)가 처음에 주정(州停), 줄여서 정(停)이라는 이름의 군관구(軍管區)로 시작했다. 통일 전에 주는 6개가 설치되었고 나중에 10정으로 한산주에 2개정, 다른 주에 한개정씩 주류했다.
실질적인 진이 설치된 것은 658년 삼척군에 소경(小京)을 폐지하고 정을 하슬라로 옮기면서 대신 설치한 북진(北鎭)인데 이는 삼국통일전쟁에 앞서 변경의 말갈족의 방어와 견제가 목적이었다. 이후 북진은 신라의 영토확장에 따라 함흥일대로 옮겨졌다. 886년 헌강왕 12년에 말갈족이 북진을 통해 교류를 청하기도 했다.
선덕왕대에는 패강진이 설치되었는데 이는 새로 영토로 편입한 평양을 통치하고 개척하기 위함으로 진장(鎭將)을 주의 장관인 도독과 동급인 도호(都護)라고도 하여 패강진을 준주(準州)로 대우했다.
이후 각치에 기존군현이 진으로 전환되거나 기존 군현의 일부를 떼어서 설치하였는데 대개 군사적이외 목적으로 설치된 경우가 많았다. 패강진의 설치 이후 평산에 대곡진(大谷鎭)이 설치되었는데 이어 829년 당은군이 진으로 전환되었고 그 앞해인 828년 흥덕왕 3년에 장보고를 대사(大使)로 임명해 청해진이 설치되었는데 청해진은 인근 연안의 해적소탕과 더불어 당나라와 일본을 중계하는 무역거점으로 기능했다.
고려시대에 5도양계체제로 행정체제가 개편되자 진은 29개가 설치되었는데 서해안의 단 한개를 제외하고 대부분 북방의 동계와 북계에 설치되었다. 7품이상의 장(將)과 8품이상의 부장(副將) 1명씩이 이를 관할하고 토착민 장정으로 구성된 둔전병(屯田兵)이 있었던 것으로 짐작된다.
윤관은 여진족을 토벌하고 그 땅에 9개 진을 설치했는데 그중에 고려 정계비(高麗定界碑)를 세운 공험진(公嶮鎭)은 두만강 이북 700리 밖에 설치되어 간도지방이 일시 고려의 영토가 되기도 했다.
조선시대에 1433년 세종 15년에 김종서는 고려의 공험진을 탈환하기 위해 노력하여 그 결과로 6진이 설치되어 두만강을 경계로 한 조선초기의 국경선이 그어졌다. 1457년 세조 2년에 전국에 진관(鎭管)체제가 정비되면서 진은 주진(主鎭), 거진(巨鎭), 제진(諸鎭)의 3등급으로 나뉘어 각 절도사(節度使:정3품), 절제사(節制使:정3품)와 첨절제사(僉節制使:종3품), 동첨절제사(同僉節制使:종4품)와 만호(萬戶:종4품)및 병마절제도위(兵馬節制都尉:종6품)가 관할했다. 이후 조선의 진은 중국과는 달리 거의 철저히 군진으로 기능했다. 각 진관은 평상시 주진의 통제를 받았으나 유사시에는 독자적인 작전권을 행사하여 한 진관이 패퇴하면 다른 진관이 방위의 공백을 메워서 싸우게 하는 등 연계적인 체제로 형성되었기 때문에 지방 내륙에 대한 군사 방어 조직이 한층 강화되는 계기가 되었지만 한편 군사에 어두운 지방수령이 겸직하고 징병체제가 흔들리는 등의 폐단으로 한계가 드러나자 후기에는 제승방략체제(制勝方略體制)로 점차 바뀌어 갔다. 1895년 갑오경장때에 군사체제가 근대적으로 재정비되면서 지방에 진위대(鎭衛隊)가 설치되었다.

## 같이 보기
- 진 (행정 구역)